# Eugenia cajalbanica
Eugenia cajalbanica là một loài thực vật có hoa trong Họ Đào kim nương. Loài này được Borhidi & O.Muñiz mô tả khoa học đầu tiên năm 1977.